# Swami Rama Tirtha
Swami Rama Tirtha (Morariwala, Punjab, 22. listopada 1873. – Tehri, Uttarakhand, 17. listopada 1906.) bio je indijski redovnik, filozof i učitelj koji je slijedio filozofiju Vedante. Bio je jedan od prvih značajnih učitelja hinduizma koji su držali predavanja u SAD-u, gdje je doputovao 1902. godine.